# Attentats de Christchurch
Les attentats de Christchurch sont une série d'attaques terroristes racistes d'extrême droite commise le 15 mars 2019 par Brenton Tarrant contre deux mosquées de la ville de Christchurch, en Nouvelle-Zélande, qui ont fait 51 morts et 49 blessés.
Il s'agit de la tuerie la plus meurtrière commise spécifiquement contre des musulmans dans un pays occidental et l'attentat d'extrême droite ayant causé le plus de victimes depuis les attentats d'Oslo et d'Utøya en 2011 (77 morts). C'est le massacre le plus meurtrier survenu en temps de paix en Nouvelle-Zélande depuis celui du Boyd en 1809 (66 à 70 morts).

## Contexte
La Nouvelle-Zélande est souvent considérée comme un pays sûr et son taux d'homicide volontaire reste relativement faible (0,99 pour 100 000 habitants en 2014). Par ailleurs, la précédente tuerie de masse perpétrée sur son sol remonte à 1997,. En 2018, l'archipel figurait même au deuxième rang des nations les plus pacifistes de la planète du Global Peace Index, derrière l'Islande,. Les statistiques de la police néo-zélandaise, collectées entre 2007 et 2016, montrent une moyenne de 40 à 50 meurtres par an. Enfin, sur cette même période, seul un homicide sur dix environ impliquait l'utilisation d'armes à feu. Avant l'événement, les lois sur les armes à feu en vigueur dans le pays sont néanmoins plus permissives qu'en Australie, avec par exemple l'absence d'un registre national répertoriant armes et propriétaires.
Avant les attentats de Christchurch, l'acte de violence le plus meurtrier commis contre des victimes non armées était la répression de l'émeute du camp de prisonniers de guerre de Featherston, qui fit 49 morts en l'espace de quelques secondes, le 25 février 1943. En 1990, le massacre d'Aramoana fut la plus grave fusillade de masse survenue en public (13 morts). Pour trouver, en temps de paix, les traces d'un massacre aussi meurtrier qu'à Christchurch dans l'histoire de la Nouvelle-Zélande, il faut remonter à 1809, année où 66 à 70 membres d'équipage du voilier Boyd (en) furent tués et mangés par des Māoris,.
Depuis les attentats du 11 septembre 2001 et le développement de Daech, l'islamophobie a augmenté partout dans le monde. Ces événements ont poussé de nombreux pays à adopter des politiques pouvant être perçues comme antimusulmanes, et alimenté l'opposition à l'immigration des suprématistes blancs vivants en Occident. En Nouvelle-Zélande, la législation sur l'espionnage a ainsi été dénoncée comme ciblant la communauté musulmane. Parallèlement, l'extrémisme de droite se développe et devient plus visible en Nouvelle-Zélande, dans un pays pourtant rarement associé à ce phénomène. L'immigration et l'amélioration de la situation des Maoris ont ainsi conduit à une forme de ressentiment d'une partie de la population blanche. La ville de Christchurch a elle-même été qualifiée de « terreau fertile pour les suprématistes blancs », affirmation démentie par le député Gerry Brownlee (en) qui représente la ville au parlement de Nouvelle-Zélande.
L'Australie, pays dont le terroriste est originaire, avait aussi connu une hausse récente de la xénophobie, du racisme et surtout de l'islamophobie, liée à la montée de l'extrême droite mais aussi à l'histoire australienne avec le génocide des peuples autochtones, l'exclusion des immigrants non blancs, le nationalisme blanc devenant quasiment une doctrine fondatrice. Puis les attentats du 11 septembre 2001, la guerre contre le terrorisme à laquelle l'Australie a participé auprès des États-Unis, l'affaire de Tampa (en), les émeutes de 2005 à Cronulla, la diabolisation des musulmans et des immigrants et la promotion de la théorie du complot du génocide blanc par News Corp Australia ont contribué a nourrir le terrorisme du suprémacisme blanc.
L'islam en Nouvelle-Zélande est pratiqué par 46 000 personnes (environ 1 % de la population), dont un peu plus de 3 000 vivent dans la région de Canterbury. Les premiers musulmans à Christchurch sont arrivés en 1874. La mosquée Al Noor (en), la première de l'île du Sud, a quant à elle ouvert ses portes un siècle plus tard, en 1985. Le centre islamique Linwood (en), la deuxième mosquée visée par l'attentat (construite sur le terrain d’une ancienne église), était beaucoup plus récente et n'était ouverte que depuis 2018. Les trois-quarts des musulmans vivant en Nouvelle-Zélande sont nés à l'étranger. C'est la minorité en plus forte croissance dans le pays (+28% entre 2006 et 2013).

## Déroulement
L'attaque débute le 15 mars 2019 à 13 h 40 heure locale (0 h 40 UTC), pendant la prière du vendredi. Un seul tireur — Brenton Tarrant, un immigré australien de 28 ans connu pour son extrémisme de droite — a fait feu sur les deux bâtiments religieux Masjid al-Noor et Linwoord à Christchurch, en Nouvelle-Zélande.
Plusieurs personnes ont été tuées dans les tirs. La Première ministre néo-zélandaise, Jacinda Ardern, annonce au moins 49 morts ; aucun bilan définitif n'a cependant été publié. Il a également été signalé qu'une bombe avait été trouvée dans une voiture accidentée dans la rue Strickland.
Il s'agit de la pire tuerie commise spécifiquement contre des musulmans dans un pays occidental, la pire attaque ayant eu lieu auparavant était l'attentat de la grande mosquée de Québec de 2017, et le pire attentat d'extrême droite après les attentats d'Oslo et d'Utøya en 2011. Il s'agit de la première tuerie de masse en Nouvelle-Zélande depuis le massacre de Raurimu, en 1997 (6 morts).

## Revendication
L'attentat est revendiqué par Brenton Tarrant, un Australien de 28 ans qui diffuse ses attaques en direct sur les réseaux sociaux. Avant de passer à l'acte, il diffuse également sur Twitter des photos de préparation de la fusillade. Sur ses armes et les magasins, il écrit les noms de meurtriers d'extrême droite, d'extrémistes chrétiens et de figures historiques qui ont combattu des pays musulmans, principalement l'empire ottoman ; il fait également référence à l'affaire des viols collectifs de Rotherham,.
Il met également en ligne un manifeste de 78 pages relayant les thèses islamophobes et conspirationnistes connues dans les milieux extrémistes,. Ce manifeste, publié juste avant la tuerie, a pour titre The Great Replacement, faisant explicitement référence à la théorie du même nom popularisée par Renaud Camus.

## Victimes
L'attaque tue au total 51 personnes : 42 à la mosquée de Al Noor et 7 au centre islamique de Linwood, ainsi que deux personnes décédées plus tard à l’hôpital.
Imran Khan, Premier ministre du Pakistan, annonce que Naeem Rashid, un Pakistanais de 51 ans, mort avec son fils, Naeem Talha, en essayant d'empêcher le terroriste de faire plus de victimes, doit avoir droit à un hommage national en tant que martyr.
Atta Elayyan, un footballeur membre de l'équipe néo-zélandaise de futsal, d'origine palestinienne, et dirigeant de l'entreprise technologique LWA Solutions, fait partie des victimes.
| Nom                           | Âge |
| ----------------------------- | --- |
| Haji-Daoud Nabi               | 71  |
| Khaled Alhaj Mustafa          | 41  |
| Hamza Mustafa                 | 16  |
| Ali Elmadani                  | 65  |
| Atta Elayyan                  | 33  |
| Husna Ahmed                   | 44  |
| Junaid Ismail                 | 36  |
| Hussein Al-Umari              | 35  |
| Mucad Ibrahim                 | 3   |
| Lilik Abdul Hamid             | 58  |
| Mohammed Imran Khan           | 47  |
| Linda Armstrong               | 64  |
| Sayyad Milne                  | 14  |
| Ashraf Al-Masri               | 54  |
| Syed Jahandad Ali             | 34  |
| Mian Naeem Rashid             | 49  |
| Talha Naeem                   | 21  |
| Tariq Omar                    | 24  |
| Mathullah Safi                | 55  |
| Farhaj Ahsan                  | 30  |
| Kamel Darwish                 | 38  |
| Shahid Suhail                 | 35  |
| Abdelfattah Qasem             | 60  |
| Musa Vali Suleman Patel       | 60  |
| Arifbhak Mohamedali Vora      | 58  |
| Ramiz Arifbhal Vora           | 28  |
| Ansi Alibava                  | 25  |
| Ozair Kadir                   | 24  |
| Ashraf El-Moursy Ragheb       | 54  |
| Haroon Mahmood                | 40  |
| Syed Areeb Ahmed              | 26  |
| Maheboob Allarakha Khokhar    | 65  |
| Muhammad Haziq Mohd-Tarmizi   | 17  |
| Hussein Moustafa              | 70  |
| Amjad Hamid                   | 57  |
| Mounir Soliman                | 68  |
| Ghulam Hussain                | 66  |
| Karam Bibi                    | 63  |
| Zeeshan Raza                  | 38  |
| Abdukadir Elmi                | 78  |
| Mohsin Al Harbi               | 63  |
| Osama Adnan Youssef Abu Kwaik | 37  |
| Mojadmmel Hoq                 | 30  |
| Mohammad Omar Faruk           | 36  |
| Mohammed Abdusi Samad         | 66  |
| Muse Nur Awale                | 77  |
| Ahmed Gamaluddin Abdel Ghany  | 68  |
| Ashraf Ali                    | 58  |
| Zakaria Bhuiyan               | 34  |
| Mohamad Moosif Mohamedhosen   | 54  |
| Zekeriya Tuyan                | 46  |

| Nationalité      | Morts | Blessés | Total |
| ---------------- | ----- | ------- | ----- |
| Pakistan         | 7     | 0       | 7     |
| Tunisie          | 5     | 0       | 5     |
| Maroc            | 4     | 0       | 4     |
| Égypte           | 4     | 0       | 4     |
| Jordanie         | 4     | 0       | 4     |
| Somalie          | 4     | 0       | 4     |
| Inde             | 3     | 0       | 3     |
| Yémen            | 3     | 0       | 3     |
| Bangladesh       | 3     | 0       | 3     |
| Afghanistan      | 2     | 0       | 2     |
| Irak             | 2     | 0       | 2     |
| Syrie            | 2     | 0       | 2     |
| Iran             | 1     | 0       | 1     |
| Arabie saoudite  | 1     | 0       | 1     |
| Koweït           | 1     | 0       | 1     |
| Fidji            | 1     | 0       | 1     |
| Indonésie        | 1     | 0       | 1     |
| Nouvelle-Zélande | 1     | 0       | 1     |
| Palestine        | 1     | 0       | 1     |
| Inconnue         | 0     | 50      | 50    |
| Total            | 50    | 50      | 100   |

## Réactions

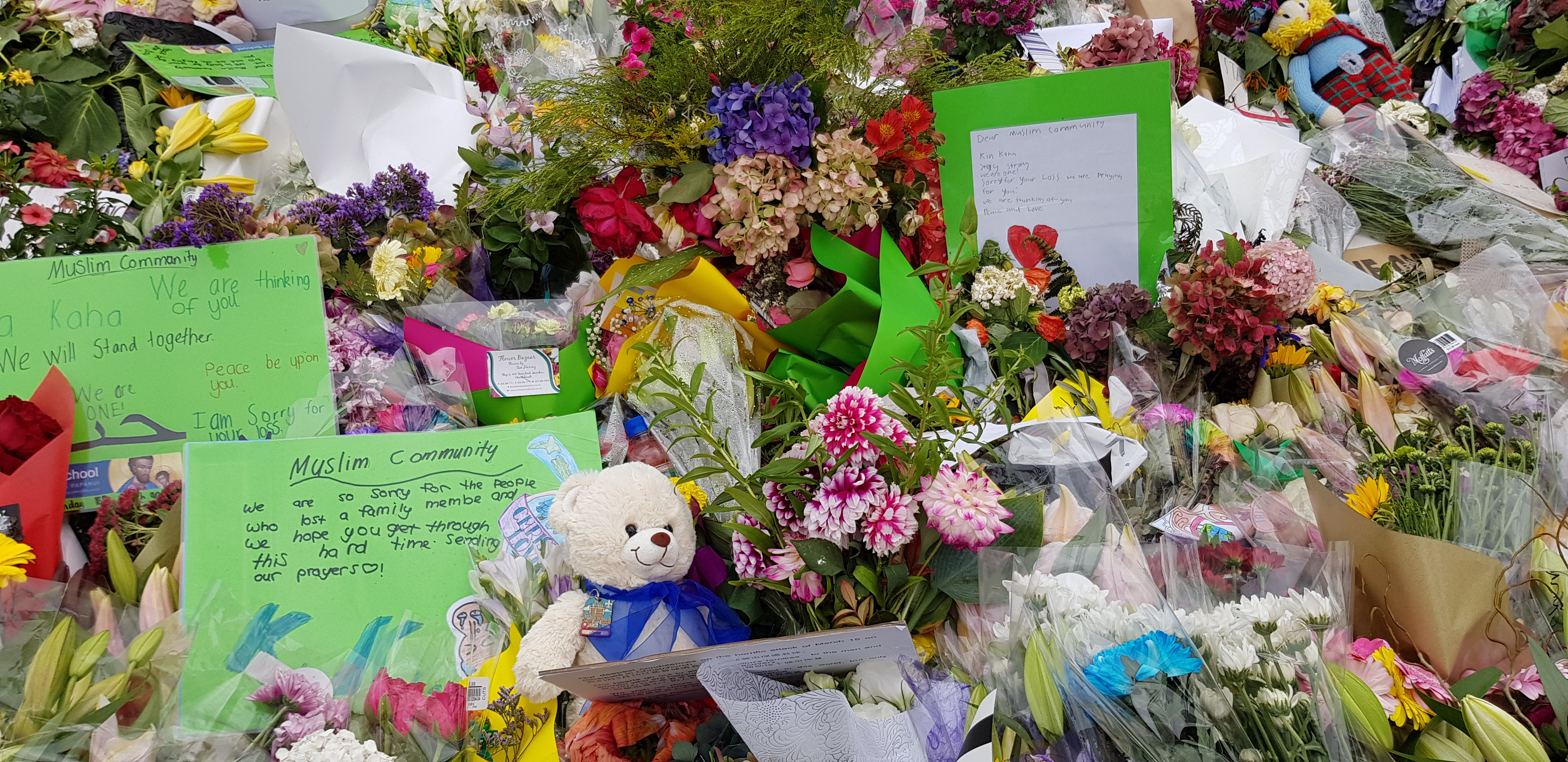
Hommage aux victimes au Parc Hagley

À la suite de l'attaque, plusieurs chefs d’État ou leurs représentants ont fait part de leur réaction, notamment : la chancelière d'Allemagne, Angela Merkel, le président du Brésil, Jair Bolsonaro, le président indonésien Joko Widodo, le Premier ministre espagnol, Pedro Sánchez, le président américain, Donald Trump, le président français, Emmanuel Macron, le président italien Sergio Mattarella, le Premier ministre malaisien Mahathir Mohamad, la Première ministre norvégienne, Erna Solberg, la Première ministre du Royaume-Uni, Theresa May ainsi que la reine Élisabeth II (chef d'État de la Nouvelle-Zélande), le président russe, Vladimir Poutine, le président turc, Recep Tayyip Erdoğan, le président de la Commission européenne, Jean-Claude Juncker et le secrétaire général de l'OTAN, Jens Stoltenberg.
Des hommages sont rendus dans le monde entier. Principalement à Christchurch, mais aussi en Angleterre, aux États-Unis, au Canada, en Australie et en France où la tour Eiffel a été éteinte durant la nuit suivant le jour de l'attentat. En France, la conseillère régionale ex-FN de Bretagne Catherine Blein évoque la loi du talion sur Twitter ; en février 2020, après avoir fait l’objet de quatre plaintes, dont une par le président du conseil régional de Bretagne, elle est condamnée à un an de prison avec sursis et trois ans d'inéligibilité pour apologie du terrorisme.

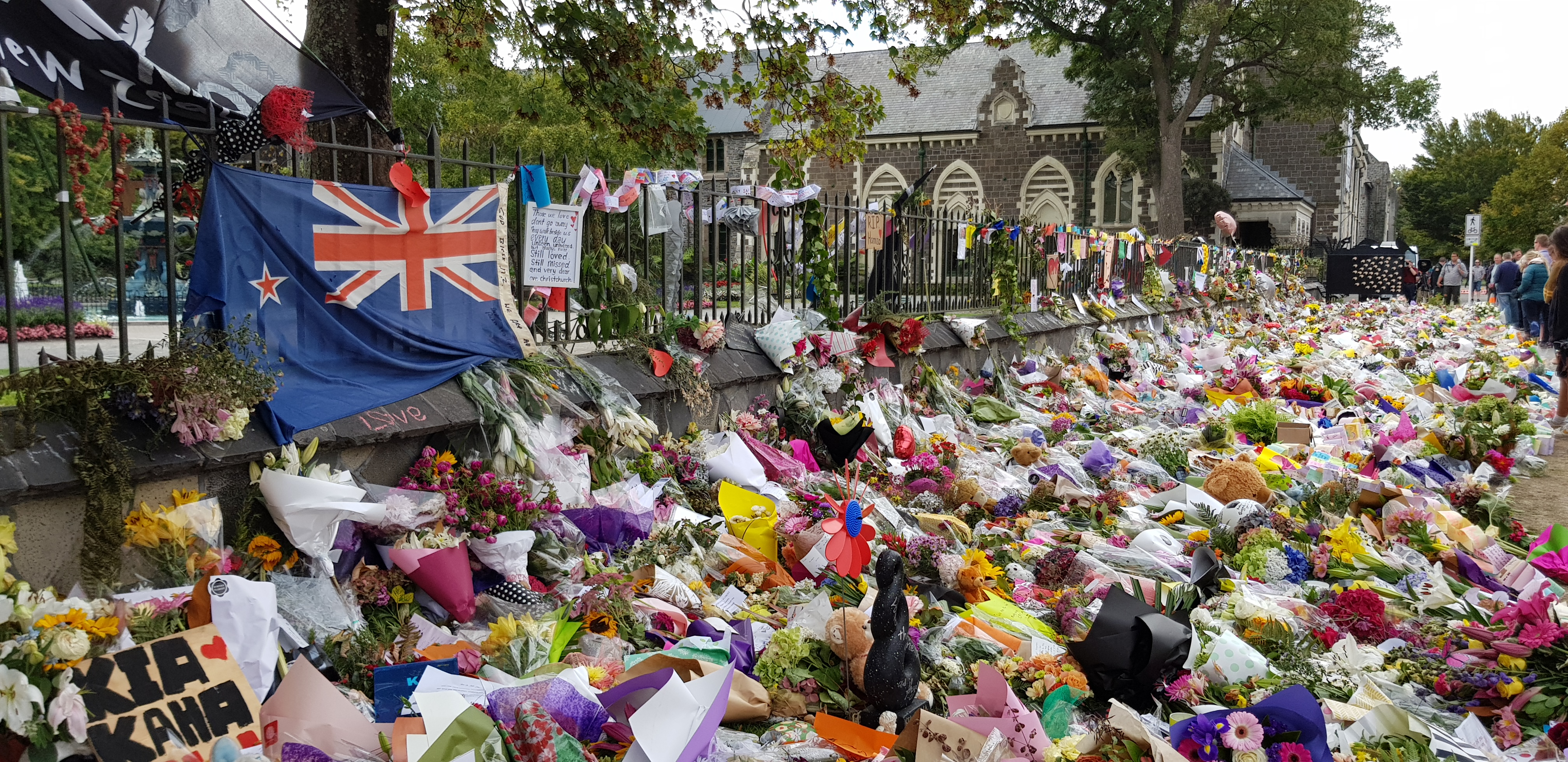
Hommage aux victimes au Parc Hagley

Sur les réseaux sociaux, un mouvement nommé « Hello Brother » se crée en soutien aux victimes de l'attentat. Il est basé sur les derniers mots de Daoud Nabi, Afghan de 71 ans, adressé au tireur avant de se faire tirer dessus à quatre reprises. Il fut la première victime de l'attentat, ainsi que la première à se faire identifier.
Symboliquement, les 16 et 17 mars 2019, les victimes d'un autre attentat d'extrême-droite commis contre un prétendu « grand remplacement » - les victimes juives de la fusillade dans une synagogue de Pittsburgh - ont levé des fonds en solidarité avec les victimes musulmanes des mosquées de Christchurch.
En réaction à l'attentat, le président turc, Recep Tayyip Erdoğan, juge que l'attaque de Christchurch s'inscrit dans le cadre d'une attaque contre l'islam et la Turquie. Lors d'un discours de campagne, il avance que les Australiens qui seraient hostiles à l'islam subiraient le même sort que les soldats australiens tués par les forces ottomanes lors de la bataille de Gallipoli. Scott Morrison, le Premier ministre australien, a qualifié ces propos d'« extrêmement offensants pour les Australiens et extrêmement irréfléchis dans l'environnement très sensible dans lequel nous sommes ».
L'auteur de la tuerie est qualifié de « terroriste extrémiste de droite » par le Premier ministre australien, Scott Morrison.
Une semaine après l'attaque, symboliquement le vendredi, le journal néo-zélandais The Press fait sa couverture en hommage aux victimes. On peut y lire en arabe — "Salam" — et en anglais — "Peace" — : "paix" accompagné des noms et des âges des victimes.
En hommage aux victimes, la Première ministre néo-zélandaise, Jacinda Ardern, porte un voile lors de la plupart de ses apparitions publiques concernant l'attentat.

## Enquête
L'enquête démontre que Brenton Tarrant possédait légalement cinq armes, dont deux fusils semi-automatiques, et un permis de port d'armes depuis novembre 2017. Il n'avait pas de casier judiciaire, et n'était pas connu des services de renseignements ni de police néozélandais ou australiens.
Selon le manifeste qu'il a écrit, Tarrant déclare que les moments déclencheurs de sa radicalisation ont été la défaite de Marine Le Pen à l'élection présidentielle française de 2017 et l'attentat de Stockholm en avril 2017. Il fait également plusieurs fois référence à Donald Trump, « défenseur de la cause blanche » et à Anders Behring Breivik. Il affirme n'être lié à aucun groupe ou organisation.
Tarrant a effectué plusieurs séjours sporadiques en Nouvelle-Zélande. Il semblerait qu'il ait voyagé plusieurs fois dans de nombreux pays des Balkans les mois précédents l'attentat, dont de nombreuses fois en Bulgarie. Il aurait également fait un séjour prolongé en Turquie peut-être dans le but d'y préparer un assassinat — potentiellement celui du président Recep Tayyip Erdoğan — avant la tentative de coup d'État de 2016 selon des responsables turcs.
Le rapport d’enquête de la commission royale sur les attentats, remis en décembre 2020, souligne le manque d’informations dont disposait les autorités sur l’assaillant, précisant qu'elles n’étaient pas suffisantes pour laisser penser qu’il constituait une menace et donc de prévenir les attaques. Le rapport pointe en particulier deux défaillances majeures : les services d'espionnage se sont excessivement concentrés sur l'islamisme radical, négligeant la menace terroriste représentée par les militants d’extrême droite. En outre, le laxisme des autorités concernant la législation sur les armes à feu a permis au terroriste de se constituer « un véritable arsenal d'armes de type militaire ».

## Procès
Le 16 mars 2019, le lendemain de l'attentat, Brenton Tarrant passe en comparution immédiate, où il n'hésite pas à faire un rond avec ses doigts, un geste récupéré par des partisans du White Power. Il ne demande pas de remise en liberté sous caution et son inculpation pour meurtre lui est signifiée. Il reste donc en prison jusqu'à une prochaine audience, prévue le 5 avril 2019. Il demande ensuite à assurer seul sa défense.
En prison, le terroriste n'a aucun accès à la radio, télévision ou aux journaux. Il n'a pas non plus le droit de recevoir de visite.
Initialement, Brenton Tarrant plaide non coupable de tous les chefs d'accusation le 14 juin 2019. Le 26 mars 2020, Tarrant plaide coupable pour les 92 charges retenues contre lui: une pour acte de terrorisme, 51 pour meurtre et 40 pour tentative de meurtre
Son procès, conduit par le juge Cameron Mander, commence le 24 août 2020 à la Haute Cour de justice de Christchurch,. Il choisit de ne pas s'exprimer pendant son procès. Il reste impassible aux témoignages des survivants de l'attentat et des familles des victimes auxquels il est confronté pour la première fois, et au récit du massacre par le procureur. Ce dernier souligne la façon méthodique dont il a planifié et effectué « la plus grande tuerie de masse de l'histoire de la Nouvelle-Zélande », son absence de pitié même devant un enfant de trois ans accroché à la jambe de son père exécuté « de deux balles placées avec précision » et son absence totale de regrets. Le 27 août, le juge Cameron Mander condamne Tarrant à la prison à perpétuité sans possibilité de libération conditionnelle déclarant « Vous avez commis des actes inhumains. Vous n’avez montré aucune pitié. Vous êtes non seulement un meurtrier, mais un terroriste », faisant de lui la première personne de l'Histoire de la Nouvelle-Zélande à recevoir cette peine.

## Conséquences

### En Nouvelle-Zélande
Le 15 mars 2019, la Première ministre néozélandaise, Jacinda Ardern, précise que les lois sur les armes et leurs détentions (en) doivent être modifiées.
Le 21 mars 2019, la Première ministre annonce l'interdiction de la vente des fusils d'assaut et armes semi-automatiques à la suite de la tuerie. Les magasins de grande capacité et les dispositifs permettant les tirs plus rapides sont également interdits. Ces interdictions entrent en vigueur le 11 avril.

### Attentat au Royaume-Uni et projet d’attentat en Allemagne
Certainement inspiré par la diffusion en direct sur Facebook de l’attaque de Christchurch, Vincent Fuller arpente le 16 mars le parking d'un supermarché près d'Heathrow et poignarde un jeune homme de 19 ans aux cris de « tous les musulmans doivent mourir » et « la suprématie blanche au pouvoir ». Le suprémaciste blanc est condamné pour terrorisme à 18 ans de prison.
Un groupuscule d’extrême droite allemand est démantelé en février 2020 et douze de ses membres sont incarcérés. Le groupe projetait des attentats contre des mosquées en Allemagne sur le modèle de Christchurch.

### Diffusion de la vidéo de l'attaque par le président Erdoğan
Lors de l'attaque, le tueur, équipé d'une caméra, diffuse en ligne une vidéo. Le visionnage de cette vidéo sur plusieurs sites crée la polémique, aboutissant finalement à la fermeture de plusieurs sous-forums du site Reddit. La vidéo est également diffusée à grande échelle en Turquie (la partie où le tueur sort ces armes du coffre de la voiture et se rapproche de la mosquée) par le président Recep Tayyip Erdoğan, qui la projette lors de rassemblements de campagne pour les élections municipales.

### Attentats islamistes au Sri Lanka
Le 23 avril, après les attentats du 21 avril 2019 au Sri Lanka commis par un groupe terroriste islamiste qui ont fait 258 morts et plus de 500 blessés, le vice-ministre de la Défense sri-lankais déclare devant le Parlement que « les investigations préliminaires ont révélé que ce qui s’était passé au Sri Lanka avait été commis en représailles à l’attaque contre les musulmans de Christchurch ».

### Fusillade de la synagogue de Poway
John T. Earnest, l'auteur raciste, antisémite et islamophobe de la fusillade de la synagogue de Poway le 27 avril 2019, dit s'être inspiré de Brenton Tarrant.

## Les sources françaises de l'idéologie du tueur
Bien que l'attentat ait été commis par un Australien vivant en Nouvelle-Zélande, l'enquête montre à quel point ce dernier était influencé par certains courants contemporains de l'extrême droite française.
Selon Nicolas Lebourg, spécialiste de l'extrême droite, le terroriste de Christchurch représente un courant « qui a une obsession : ils vivent la globalisation comme une orientalisation ». Selon lui, la notion de Grand remplacement « est centrale puisqu'elle synthétise la pensée de ces extrémistes : la population orientale serait en train de se substituer à la population occidentale. Cette théorie a été introduite par l’écrivain français d’extrême droite Renaud Camus. Comme un publicitaire, il a trouvé une formule qui fait mouche ». Selon Le HuffPost, cette thèse complotiste et islamophobe était l'« obsession du terroriste [de Christchurch] ». Edwy Plenel cite « une idéologie potentiellement meurtrière » dont Éric Zemmour, entre autres, « se fait le propagandiste » en France,.
Le journal Le Monde livre ainsi une analyse du manifeste du tueur de Christchurch, estimant que son discours « colle parfaitement, si l’on met de côté la violence, avec la théorie du « grand remplacement » mise au point il y a une dizaine d’années par Renaud Camus ». « Un supposé "constat" » démographique mais de fait raciste car basé sur l'ethnie, la couleur de peau et contredit par les chiffres, et « un complot sans preuve » qui regroupe tous les ingrédients de la théorie du complot « grand plan global et secret, ourdi par des groupes mystérieux qu'on dote de pouvoirs immenses » et « une « élite remplaciste », « apatride » et « mondialisée », qui serait l'ennemie de la tradition et du peuple « de souche », des traits classiques des théories antisémites ». Le quotidien souligne également que « si l’écrivain ne cesse de rappeler qu’il est un partisan de la non-violence, il a quand même été condamné en 2014 pour provocation à la haine ou à la violence, après avoir présenté les musulmans comme des « voyous », des « soldats », « le bras armé de la conquête », ou encore des « colonisateurs » cherchant à rendre « la vie impossible aux indigènes » ».
Interrogé sur une possible influence de ses propres théories sur l'idéologie de Brenton Tarrant, Renaud Camus condamne l'attentat, et déclare que Tarrant aurait été influencé moins par la thèse du grand remplacement que par les attentats terroristes récemment commis en France. Lorsqu'on lui demande s'il s'oppose à la façon dont sa thèse a été interprétée par le grand public, y compris les politiciens d'extrême droite et leurs soutiens, Camus répond que « non, au contraire », et ajoute espérer que le désir d'une « contre-révolte » grandisse contre « la colonisation actuelle de l'Europe ».
Selon Marianne, « de Brenton Tarrant (…) à John T. Earnest, suspect de la tuerie de la synagogue de Poway, en Californie le 27 avril, un mouvement de radicalisation de jeunes hommes blancs surgit des bas-fonds d'Internet » au travers de sites, blogs et forum d'extrême droite. Selon Séraphin Alava, professeur d’université et membre de la chaire UNESCO de prévention de la radicalisation et de l'extrémisme violent un « mimétisme se met en place, amplifié par la couverture médiatique qui est donnée à l'événement » et « il y a la même logique dans le processus de recrutement djihadiste que dans celui de l'extrême droite aujourd'hui. Pour l'un comme pour l'autre, Internet permet de diffuser une idéologie, de provoquer une adhésion avant un passage à l'acte ».